# برزیل‌دندانان
برزیل‌دندانان (نام علمی: Brasilodontidae) نام یک تیره از راسته ددکاوان است.